# Parafia Zesłania Ducha Świętego w Zwoleniu
Parafia rzymskokatolicka pw. Zesłania Ducha Świętego w Zwoleniu – Jedna z 11 parafii dekanatu zwoleńskiego.

## Historia
- Parafia została erygowana 1 marca 1998 przez bp. Edwarda Materskiego. Wcześniej, bo w 1997, została tam zbudowana, staraniem ks. Artura Kowalczyka, tymczasowa drewniana kaplica.

## Terytorium
- Do parafii należą: Karolin, Kopaniny, Melanów, Osiny, Sosnowica, Sydół, Pałki, Wólka Szelężna, Zwoleń – ulice: Generała Andersa, Cielątki, Cmentarna, Czachowskiego, Dobra, Długa, Graniczna, Gotardowa, Majora Hubala, Kochanowskiego (do rzeki), Konopnickiej, Leśna, Ludowa, Miła, Mickiewicza (do rzeki), Partyzantów, 550-lecia, Targowa (do rzeki), Wężyka[1].

## Proboszczowie
- 1998–2014 – ks. Artur Kowalczyk
- od 2014 – ks. Krzysztof Badeński